# Kenichirō Suehiro
Kenichiro Suehiro (末廣 健一郎 Suehiro Kenichirō?, Saitama,, Japón, 27 de diciembre de 1980) es un compositor y arreglista japonés, conocido por su trabajo en muchos dramas de televisión, series de anime y películas. Actualmente está representado por ONE MUSIC, una productora musical.

## Biografía
Suehiro nació en Saitama. Cuando era adolescente, formó una banda y tocó como guitarrista, teclista y baterista. Citó a Ennio Morricone y Joe Hisaishi como inspiración para seguir una carrera como compositor.
Estudió composición y arreglos con Taro Iwashiro y Akinori Ōsawa. Anteriormente estuvo contratado por POPHOLIC, donde trabajó en series de anime, ahora está representado por ONE MUSIC y trabaja principalmente en dramas de televisión.

## Trabajos

### Series de televisión
| Año  | Título                                                    | Estudio                                  | Rol(es)                            | Refs.                |
| ---- | --------------------------------------------------------- | ---------------------------------------- | ---------------------------------- | -------------------- |
| 2008 | Akaneiro ni Somaru Saka                                   | TNK                                      | Compositor                         |                      |
| 2013 | Line Offline Salaryman                                    | Shogakukan Music & Digital Entertainment | Compositor                         |                      |
| 2013 | Line Town                                                 | Shogakukan Music & Digital Entertainment | Compositor                         |                      |
| 2015 | Osiris no Tenbin                                          | Desconocido                              | Compositor                         |                      |
| 2016 | Uchū Patrol Luluco                                        | Trigger                                  | Compositor                         |                      |
| 2016 | Re:Zero kara Hajimeru Isekai Seikatsu                     | White Fox                                | Compositor                         | [ 2 ]                |
| 2017 | Shōjo Shūmatsu Ryokō                                      | White Fox                                | Compositor                         |                      |
| 2017 | Miira no Kaikata                                          | 8-Bit                                    | Compositor Otras pistas por MAYUKO |                      |
| 2018 | Comic Girls                                               | Nexus                                    | Compositor                         | [ 3 ]                |
| 2018 | Golden Kamuy                                              | Geno Studio                              | Compositor                         | [ 4 ]                |
| 2018 | Hataraku Saibō                                            | David Production                         | Compositor Otras pistas por MAYUKO | [ 5 ]                |
| 2018 | Shinya! Tensai Bakabon                                    | Pierrot+                                 | Compositor                         |                      |
| 2018 | Goblin Slayer                                             | White Fox                                | Compositor                         | [ 6 ]                |
| 2018 | Golden Kamuy 2nd Season                                   | Geno Studio                              | Compositor                         |                      |
| 2019 | En'en no Shōbōtai                                         | David Production                         | Compositor                         | [ 7 ]                |
| 2019 | Granbelm                                                  | Nexus                                    | Compositor                         | [ 8 ]                |
| 2019 | Darwin's Game                                             | Nexus                                    | Compositor                         | [ 9 ]                |
| 2020 | En'en no Shōbōtai: Ni no Shou                             | David Production                         | Compositor                         |                      |
| 2020 | Re:Zero kara Hajimeru Isekai Seikatsu 2nd Season          | White Fox                                | Compositor                         |                      |
| 2020 | Golden Kamuy 3rd Season                                   | Geno Studio                              | Compositor                         |                      |
| 2021 | Re:Zero kara Hajimeru Isekai Seikatsu 2nd Season Part 2   | White Fox                                | Compositor                         |                      |
| 2021 | Shadows House                                             | CloverWorks                              | Compositor                         | [ 10 ]               |
| 2022 | Isekai Ojisan                                             | Atelier Pontdarc                         | Compositor                         | [ 11 ]               |
| 2022 | Shadows House 2nd Season                                  | CloverWorks                              | Compositor                         |                      |
| 2022 | Golden Kamuy 4th Season                                   | Brain's Base                             | Compositor                         |                      |
| 2022 | Kage no Jitsuryokusha ni Naritakute!                      | Nexus                                    | Compositor                         | [ 12 ]               |
| 2022 | Renai Flops                                               | Passione                                 | Compositor                         | [ 13 ]               |
| 2023 | Goblin Slayer 2nd Season                                  | Liden Films                              | Compositor                         | [ 14 ]               |
| 2023 | Undead Unluck                                             | David Production                         | Compositor                         | [ 15 ]               |
| 2024 | Suicide Squad Isekai                                      | Wit Studio                               | Compositor                         | [ 16 ]               |
| 2024 | Re:Zero kara Hajimeru Isekai Seikatsu 3rd Season          | White Fox                                | Compositor                         | [ 17 ] [ 18 ] [ 19 ] |
| 2025 | Re:Zero kara Hajimeru Isekai Seikatsu 3rd Season Part 2   | White Fox                                | Compositor                         | [ 20 ]               |
| 2025 | En'en no Shōbōtai: San no Shō                             | David Production                         | Compositor                         | [ 21 ] [ 22 ]        |
| 2025 | Shūmatsu Touring                                          | Nexus                                    | Compositor                         | [ 23 ]               |
| 2026 | Golden Kamuy 5th Season                                   | Brain's Base                             | Compositor                         | [ 24 ]               |
| 2026 | Re:Zero kara Hajimeru Isekai Seikatsu 4th Season          | White Fox                                | Compositor                         | [ 25 ]               |
| 2026 | Tensei Shita Daiseijo wa, Seijo de Aru Koto wo Hitakakusu | Felix Film                               | Compositor                         | [ 26 ]               |
| —    | Yomi no Tsugai                                            | Bones Film                               | Compositor                         | [ 27 ]               |

### Películas de anime
| Año  | Título                                               | Estudio      | Rol(es)    | Refs.  |
| ---- | ---------------------------------------------------- | ------------ | ---------- | ------ |
| 2018 | Re:Zero kara Hajimeru Isekai Seikatsu − Memory Snow  | White Fox    | Compositor |        |
| 2019 | Re:Zero kara Hajimeru Isekai Seikatsu − Frozen Bonds | White Fox    | Compositor |        |
| 2020 | Goblin Slayer: Goblin's Crown                        | White Fox    | Compositor |        |
| 2025 | Golden Kamuy: Sapporo Beer Kōjō-hen                  | Brain's Base | Compositor | [ 28 ] |

### Películas
| Año  | Título                            | Rol(es)                                                               | Refs.  |
| ---- | --------------------------------- | --------------------------------------------------------------------- | ------ |
| 2010 | Nemuriba                          | Compositor                                                            |        |
| 2012 | Ushijima the Loan Shark           | Compositor Otras pistas por MAYUKO, Kyosuke Kamisaka y Kano Kawashima |        |
| 2014 | Ushijima the Loan Shark Part 2    | Compositor Otras pistas por MAYUKO y Kyosuke Kamisaka                 |        |
| 2016 | Ushijima the Loan Shark Part 3    | Compositor Otras pistas por MAYUKO y Kyosuke Kamisaka                 |        |
| 2016 | Ushijima the Loan Shark the Final | Compositor Otras pistas por MAYUKO y Kyosuke Kamisaka                 |        |
| 2017 | Mixed Doubles                     | Compositor                                                            | [ 29 ] |
| 2019 | Ninkyo Gakuen                     | Compositor                                                            |        |

### Dramas televisivos
| Año  | Título                                        | Canal de transmisión | Rol(es)                                                                        | Refs.  |
| ---- | --------------------------------------------- | -------------------- | ------------------------------------------------------------------------------ | ------ |
| 2011 | Shiawase ni Narou yo                          | FUJI TV              | Compositor Otras pistas por MAYUKO, Yugo Kanno, Akio Izutsu y Kyosuke Kamisaka |        |
| 2011 | The Reason I Can't Find My Love               | FUJI TV              | Compositor Otras pistas por MAYUKO                                             | [ 30 ] |
| 2011 | Switch Girl!!                                 | Fuji TV Two          | Compositor Otras pistas por MAYUKO                                             |        |
| 2012 | Murder at Mt. Fuji                            | TV Asahi             | Compositor Otras pistas por Kyosuke Kamisaka                                   |        |
| 2012 | Kekkon Dousoukai ~Seaside Love~               | Fuji TV Two          | Compositor Otras pistas por MAYUKO                                             |        |
| 2012 | Kekkon Shinai                                 | FUJI TV              | Compositor Otras pistas por MAYUKO                                             |        |
| 2012 | Switch Girl!! 2                               | Fuji TV Two          | Compositor Otras pistas por MAYUKO                                             |        |
| 2013 | Otenki Oneesan                                | TV Asahi             | Compositor Otras pistas por Kyosuke Kamisaka                                   |        |
| 2013 | Town Doctor Jumbo!!                           | YTV                  | Compositor                                                                     | [ 31 ] |
| 2013 | Miss Pilot                                    | FUJI TV              | Compositor Otras pistas por Masahiro Tokuda                                    |        |
| 2014 | Dr. DMAT                                      | TBS                  | Compositor                                                                     |        |
| 2014 | Gokuaku Ganbo                                 | FUJI TV              | Compositor Otras pistas por Masahiro Tokuda y Akihiro Manabe                   |        |
| 2014 | Sakura - Jiken wo Kiku Onna                   | TBS                  | Compositor                                                                     |        |
| 2014 | Tokubou                                       | NTV                  | Compositor                                                                     |        |
| 2014 | Cinderella Date                               | FUJI TV              | Compositor Otras pistas por Masahiro Tokuda y Akihiro Manabe                   |        |
| 2015 | Ghost Writer                                  | FUJI TV              | Compositor Otras pistas por Masahiro Tokuda, Akihiro Manabe y Megumi Sasano    |        |
| 2015 | Shi no Zouki                                  | Wowow                | Compositor                                                                     |        |
| 2015 | Wakaretara Suki na Hito                       | FUJI TV              | Compositor Otras pistas por Masahiro Tokuda                                    |        |
| 2015 | Okitegami Kyoko no Biboroku                   | NTV                  | Compositor Otras pistas por Megumi Sasano                                      |        |
| 2015 | Otona Joshi                                   | FUJI TV              | Compositor Otras pistas por Akihiro Manabe and MAYUKO                          |        |
| 2016 | Hayako-sensei, Kekkon Surutte Hontou desu ka? | FUJI TV              | Compositor Otras pistas por Akihiro Manabe and MAYUKO                          |        |
| 2016 | Juken no Cinderella                           | NHK BS               | Compositor                                                                     |        |
| 2016 | Nigeru wa Haji da ga Yaku ni Tatsu            | TBS                  | Compositor Otras pistas por MAYUKO                                             |        |
| 2017 | Daibinbo                                      | FUJI TV              | Compositor Otras pistas por Akihiro Manabe and MAYUKO                          |        |
| 2017 | Kizoku Tantei                                 | FUJI TV              | Compositor                                                                     |        |
| 2018 | Princess Jellyfish                            | FUJI TV              | Compositor Otras pistas por MAYUKO                                             |        |
| 2018 | Cheer☆Dan                                     | TBS                  | Compositor Otras pistas por MAYUKO                                             |        |
| 2019 | Maison de Police                              | TBS                  | Compositor Otras pistas por MAYUKO                                             |        |
| 2019 | Strawberry Night Saga                         | FUJI TV              | Compositor                                                                     |        |
| 2019 | G Senjou no Anata to Watashi                  | TBS                  | Compositor Otras pistas por MAYUKO                                             |        |
| 2020 | Keiji to Kenji: Shokatsu to Chiken no 24-ji   | TV Asahi             | Compositor Otras pistas por Masahiro Tokuda y Akihiro Manabe                   |        |
| 2020 | Tantei Yuri Rintaro                           | FUJI TV              | Compositor Otras pistas por Koji Kikkawa, Masahiro Tokuda y Akihiro Manabe     |        |
| 2020 | Watashi no Kaseifu Nagisa-san                 | TBS                  | Compositor Otras pistas por MAYUKO                                             |        |
| 2021 | Renai Mangaka                                 | FUJI TV              | Compositor                                                                     |        |
| 2021 | Chef wa Meitantei                             | TV Tokyo             | Compositor Otras pistas por Saburo Tanooka                                     |        |
| 2021 | Konin Todoke ni Han wo Oshita dake desu ga    | TBS                  | Compositor Otras pistas por MAYUKO                                             |        |
| 2022 | Fishbowl Wives                                | Netflix              | Compositor Otras pistas por MAYUKO, Yuki Munakata y Yoshihei Ueda              | [ 32 ] |

### Videojuegos
| Año  | Título                  | Rol(es)    | Refs. |
| ---- | ----------------------- | ---------- | ----- |
| 2023 | Wo Long: Fallen Dynasty | Compositor |       |

### Otras participaciones
| Año  | Título                                          | Artista                   | Rol(es)                 | Álbum                     | Refs.  |
| ---- | ----------------------------------------------- | ------------------------- | ----------------------- | ------------------------- | ------ |
| 2006 | "Kyun Kyun Frill"                               | Mai Nakahara & Ai Shimizu | Compositor              | Chronicle                 |        |
| 2007 | "Ginger Ale"                                    | YUMAO                     | Arreglista              | Clubhouse Sandwich        |        |
| 2008 |                                                 | Aira Yūki                 | Compositor y arreglista | Sekai no Namida           |        |
| 2008 | "Kage Utsushi"                                  | Mai Nakahara              | Arreglista              | Metronome Egg             | [ 33 ] |
| 2008 | "Mirai no Monogatari"                           | Chata                     | Compositor y arreglista | Chata no Wa               |        |
| 2009 | "Cloudy" and "My Dear ~I want to sing for you~" | yozuca*                   | Compositor y arreglista | piece                     |        |
| 2010 | "rebirth"                                       | Miyuki Hashimoto          | Arreglista              | se Kirara                 | [ 34 ] |
| 2015 | "Mirai e no Omamori"                            |                           | Arreglista              | D.C. ~Da Capo~ Super Best |        |